# Oswaldo Enrique Araque Valerio
Oswaldo Enrique Araque Valerio (ur. 21 maja 1964 w Chiguará) – wenezuelski duchowny katolicki, biskup Guanare od 2023.

## Życiorys
5 lipca 1995 otrzymał święcenia kapłańskie i został inkardynowany do archidiecezji Barquisimeto. Pracował głównie jako duszpasterz parafialny, był też m.in. ekonomem archidiecezjalnych seminariów duchownych, wikariuszem biskupim ds. duchowieństwa, wikariuszem sądowym oraz wikariuszem generalnym.
12 kwietnia 2023 papież Franciszek mianował go biskupem diecezji Guanare. Sakry biskupiej udzielił mu 1 lipca 2023 biskup Victor Hugo Basabe.